# Llista de monuments de Gironella
Llista de monuments de Gironella inclosos en l'Inventari del Patrimoni Arquitectònic Català per al municipi de Gironella (Berguedà). Inclou els inscrits en el Registre de Béns Culturals d'Interès Nacional (BCIN) amb la classificació de monuments històrics, els Béns Culturals d'Interès Local (BCIL) de caràcter immoble i la resta de béns arquitectònics integrants del patrimoni cultural català.
| Monument                                                   | Protecció   | Estil/època                    | Localització                                       | Coordenades                                          | Codi?         | Imatge |
| ---------------------------------------------------------- | ----------- | ------------------------------ | -------------------------------------------------- | ---------------------------------------------------- | ------------- | --- |
| Castell de Gironella                                       | BCIN 896-MH | Medieval                       | Gironella                                          | 42° 02′ 01″ N, 1° 52′ 57″ E / 42.033634°N,1.882409°E | RI-51-0005488 | Castell de Gironella · Vegeu més fotos d'aquest monument · Carregueu una nova foto d'aquest monument                            |
| L'Hotel, o Banca Catalana                                  |             | Modernisme XX Inici            | Gironella Av. Catalunya, 52                        | 42° 02′ 01″ N, 1° 52′ 49″ E / 42.033514°N,1.880315°E | IPA-3313      | L'Hotel (Gironella) · Vegeu més fotos d'aquest monument · Carregueu una nova foto d'aquest monument                             |
| Casa de veïns a l'avinguda Catalunya, 99                   |             | Modernisme XX Inici            | Gironella Av. Catalunya, 99                        | 42° 02′ 08″ N, 1° 52′ 47″ E / 42.035554°N,1.879826°E | IPA-3314      | Casa de veïns a l'avinguda Catalunya, 99 (Gironella) · Modifica el valor a Wikidata · Carregueu una nova foto d'aquest monument |
| Església vella de Santa Eulàlia                            |             | Gòtic XIII                     | Gironella Pl. de la Vila                           | 42° 02′ 03″ N, 1° 52′ 58″ E / 42.034156°N,1.882820°E | IPA-3315      | Església vella de Santa Eulàlia (Gironella) · Vegeu més fotos d'aquest monument · Carregueu una nova foto d'aquest monument     |
| Església de Santa Eulàlia                                  | BCIL 2003   | Historicisme XX Inici          | Gironella Pl. de l'Església                        | 42° 02′ 03″ N, 1° 53′ 01″ E / 42.034162°N,1.883511°E | IPA-3316      | Església de Santa Eulàlia (Gironella) · Vegeu més fotos d'aquest monument · Carregueu una nova foto d'aquest monument           |
| Església de Sant Marc, Capella de Sant Marc de Cal Bassacs | BCIL 2008   | Obra popular XVIII             | Gironella Cal Bassacs                              | 42° 01′ 07″ N, 1° 52′ 37″ E / 42.018666°N,1.876961°E | IPA-3317      | Església de Sant Marc (Gironella) · Vegeu més fotos d'aquest monument · Carregueu una nova foto d'aquest monument               |
| Cal Metre                                                  |             | Historicisme XIX Final         | Gironella Cal Metre                                | 42° 02′ 06″ N, 1° 53′ 01″ E / 42.034975°N,1.883503°E | IPA-3320      | Cal Metre (Gironella) · Vegeu més fotos d'aquest monument · Carregueu una nova foto d'aquest monument                           |
| Torre de Cal Bassacs                                       |             | Historicisme, modernisme XIX   | Gironella Cal Bassacs                              | 42° 01′ 21″ N, 1° 53′ 07″ E / 42.022584°N,1.885263°E | IPA-3322      | Torre de Cal Bassacs (Gironella) · Vegeu més fotos d'aquest monument · Carregueu una nova foto d'aquest monument                |
| Colònia Viladomiu Vell                                     |             | Obra popular                   | Gironella                                          | 42° 00′ 29″ N, 1° 53′ 07″ E / 42.008076°N,1.885175°E | IPA-3323      | Colònia Viladomiu Vell (Gironella) · Vegeu més fotos d'aquest monument · Carregueu una nova foto d'aquest monument              |
| Església de Sant Marc, Viladomiu Vell                      |             | Historicisme 1885              | Gironella Colònia Viladomiu Vell                   | 42° 00′ 35″ N, 1° 53′ 10″ E / 42.009779°N,1.886244°E | IPA-3324      | Església de Sant Marc (Gironella) · Vegeu més fotos d'aquest monument · Carregueu una nova foto d'aquest monument               |
| Torre Colònia Viladomiu Vell, Casa Senyorial               |             | Modernisme XX Inici            | Gironella Colònia Viladomiu Vell                   | 42° 00′ 36″ N, 1° 53′ 08″ E / 42.009926°N,1.885644°E | IPA-3325      | Torre Colònia Viladomiu Vell (Gironella) · Vegeu més fotos d'aquest monument · Carregueu una nova foto d'aquest monument        |
| Colònia Viladomiu Nou                                      |             | Obra popular                   | Gironella                                          | 42° 00′ 13″ N, 1° 53′ 16″ E / 42.003687°N,1.887763°E | IPA-3326      | Colònia Viladomiu Nou (Gironella) · Vegeu més fotos d'aquest monument · Carregueu una nova foto d'aquest monument               |
| Església del Sagrat Cor de Jesús                           |             | Historicisme XX                | Gironella Pl. de l'Església, Colònia Viladomiu Nou | 42° 00′ 15″ N, 1° 53′ 08″ E / 42.004299°N,1.885615°E | IPA-3327      | Església del Sagrat Cor de Jesús (Gironella) · Vegeu més fotos d'aquest monument · Carregueu una nova foto d'aquest monument    |
| Torre de l'Amo de Viladomiu Nou                            | BCIL 2011   | Eclecticisme, historicisme XIX | Gironella Colònia Viladomiu Nou                    | 42° 00′ 13″ N, 1° 53′ 13″ E / 42.003547°N,1.886987°E | IPA-3328      | Torre de l'Amo de Viladomiu Nou (Gironella) · Vegeu més fotos d'aquest monument · Carregueu una nova foto d'aquest monument     |
| Can Gironella                                              |             | Obra popular XVII              | Gironella Des de Gironella, pista a la masia       | 42° 02′ 20″ N, 1° 53′ 31″ E / 42.038906°N,1.891813°E | IPA-3329      | Carregueu una nova foto d'aquest monument                                                                                       |
| Pont Gòtic, Pont Vell                                      |             | Gòtic XIV                      | Gironella Sobre el Llobregat                       | 42° 02′ 00″ N, 1° 52′ 54″ E / 42.033252°N,1.881555°E | IPA-3331      | Pont Gòtic (Gironella) · Vegeu més fotos d'aquest monument · Carregueu una nova foto d'aquest monument                          |
| Pont del Diable                                            |             | Obra popular XI-XIV            | Gironella Prop del pont de Gironella               | 42° 01′ 24″ N, 1° 53′ 11″ E / 42.02322°N,1.88632°E   | IPA-3332      | Pont del Diable (Gironella) · Vegeu més fotos d'aquest monument · Carregueu una nova foto d'aquest monument                     |
| Església de Santa Maria de Bassacs                         |             | Darreres tendències XX Mitjan  | Gironella C. Estudis Bassacs, 1                    | 42° 01′ 18″ N, 1° 52′ 59″ E / 42.021550°N,1.882980°E | IPA-40002     | Església de Santa Maria de Bassacs (Gironella) · Vegeu més fotos d'aquest monument · Carregueu una nova foto d'aquest monument  |